# Chiesa dei Santi Pietro e Paolo (Villafalletto)
La chiesa dei Santi Pietro e Paolo è la parrocchiale di Villafalletto, in provincia di Cuneo e diocesi di Cuneo-Fossano; fa parte della zona vicariale sud-ovest.

## Storia
La prima citazione di una chiesa a Villafalletto, dedicata allora unicamente a San Pietro, risale al 1433 ed è contenuta in un atto relativo ad una causa sorta tra la comunità del paese e due signorotti.
L'edificio fu interessato da un rifacimento, condotto su disegno di Francesco Gallo, tra il 1708 e il 1729.
Dieci anni dopo, tuttavia, buona parte della struttura crollò e, così, fu incaricato di redigere il disegno della nuova chiesa l'architetto Bernardo Vittone, il quale ideò due progetti, uno nel 1751 e l'altro, meno costoso, nel 1752; i lavori di realizzazione della parrocchiale terminarono poi nel 1762.
Nel 1814 si provvide invece a restaurare la facciata; nel 2010 il presbiterio fu modificato per adeguarlo alle norme postconciliari.

## Descrizione

### Facciata
La simmetrica facciata a salienti della chiesa, rivolta a nordovest e interamente rivestita in mattoni, è scandita in due ordini da una cornice marcapiano, mentre verticalmente è suddivisa da lesene binate in tre corpi, di cui quello centrale in leggero aggetto. Il livello inferiore, scandito da sei lesene ioniche, presenta centralmente l'ampio portale d'ingresso, delimitato da piedritti e sormontato da un frontone semicircolare retto da mensole. Al livello superiore è collocato nel mezzo un rosone coronato da un frontone semicircolare spezzato, mentre ai lati due ampie volute raccordano l'avancorpo centrale con le estremità del prospetto. In sommità si eleva un frontone triangolare con cornice in aggetto, sormontata nel mezzo da una croce metallica.

### Interno
L'interno dell'edificio si compone di tre navate, separate da pilastri abbelliti da lesene e sorreggenti archi a tutto sesto; al termine dell'aula si sviluppa il presbiterio, rialzato di alcuni gradini e a sua volta chiuso dall'abside di forma semicircolare. 
Qui sono conservate diverse opere di pregio, tra le quali l'altare maggiore in marmi policromi, consacrato nel 1924, e l'organo, costruito nel 1906 riutilizzando parte di quello precedente.